# (584) Semíramis
(584) Semíramis es un planeta menor que orbita alrededor del Sol dentro del cinturón de asteroides principal. Las observaciones fotométricas realizadas en el Observatorio Mark Evans durante 2014 dieron un período de rotación de 5,0689 ± 0,0001 horas. Este valor está muy de acuerdo con estudios previos. El espectro muestra que se trata de un asteroide pedregoso de tipo S (IV).   Su nombre se inspira en la mítica reina de Asiria Semíramis.